# 플란데런
플란데런(네덜란드어: Vlaanderen [ˈvlaːndərən][*], 프랑스어: Flandre 플랑드르[flɑ̃dʁ][*], 독일어: Flandern 플란데른[ˈflandɐn][*], 영어: Flanders 플랜더스[*])은 벨기에의 북방을 부르는 말로서 다음 두 개념 중 하나를 가리킨다.
- 플란데런 지역(Vlaams Gewest)
- 플람스어 공동체(Vlaamse Gemeenschap)

플란데런의 정의는 시대에 따라 계속 바뀌어 왔다. 서유럽의 다음 지역들은 중세 시기에 플란데런 백국의 땅이었다. 
- 프랑스의 북부 노르파드칼레에 속하는 노르주의 일부(플랑드르프랑세즈)
- 벨기에의 서부 저지대의 베스트플란데런주와 오스트플란데런주
- 네덜란드의 남서부 제일란트주의 남방 일부(제이우스플란데런)

## 같이 보기
- 왈롱